# Aristochromis christyi
Aristochromis christyi, unica specie del genere Aristochromis, è una specie di pesci della famiglia Cichlidae, endemica del Lago Malawi. Questo pesce, carnivoro, cresce fino a una lunghezza di 30 centimetri (lunghezza totale).